# Poa perligulata
Poa perligulata là một loài cỏ trong họ hòa thảo, thuộc chi poa.